# Lauregno
Lauregno, németül: Laurein, település Olaszországban, Bolzano autonóm megyében. Lakosainak száma 317 fő (2023. január 1.). Lauregno Borgo d'Anaunia, Proves, San Pancrazio, Brez, Novella és Ultimo községekkel határos.

## Népesség
A település népességének változása:
| Lakosok száma | 341  | 338  | 317  |
|               | 2017 | 2018 | 2023 |